# TBS系列
TBS系列（ティービィーエスけいれつ）とは、TBSテレビ及びTBSラジオをキー局とする放送事業者のネットワークの総称である。

## 概要
テレビ事業を行う株式会社TBSテレビの略称が「TBS」、ラジオ事業を行う株式会社TBSラジオ の略称が「TBSラジオ」 でであったため「TBS系列」とはテレビのジャパン・ニュース・ネットワーク（JNN）とそれに付帯する「TBSネットワーク」（合わせて「TBSテレビ系列」）を指すが、2001年10月1日以前は東京放送（後・東京放送ホールディングス、現・TBSホールディングス）がAMラジオ放送免許保有人（2001年9月30日まではラテ兼営局）であったためラジオのジャパン・ラジオ・ネットワーク（JRN、TBSラジオ系列）を指して「TBS系列」という場合もある。そしてTBSテレビでも若干「TBS TV」の略記も用いられている。

## TBS系列の一覧

### 衛星放送
- BS-TBS（旧・BS-i）
  - BS-TBS 4K
- TBS NEWS (CS放送)（旧・JNNニュースバード→TBSニュースバード。地上波JNN系列局及びBS-TBS、BS-TBS 4Kでも一部時間帯に同時放送。スカパー!プレミアムサービスでの放送も行っており、同時放送する地上波JNN局とBS-TBSも16:9HD画面）
- TBSチャンネル
  - TBSチャンネル1
  - TBSチャンネル2
- GAORA

## 絆プロジェクト
2011年3月11日に発生した東日本大震災を受け、JNN・JRN各局では「絆プロジェクト」と題した震災復興支援活動を2021年現在も展開中。ラジオ・TV各ワイド番組内で被災地の様子や被災者からのメッセージ、視聴者からの復興支援メッセージを随時紹介すると共に、（窓口受付・金融機関振り込み・各局パーソナリティーの街頭募金活動による）義援金受付・チャリティーライブをしたり、救援物資や復興ボランティアの受付窓口・ライフラインや交通機関の復旧及び運行状況等を各局サイト内で紹介している（関係機関サイトへもリンク）。さらに被災地でラジオ受信機が不足している事を受け、全国のJRN各局では不要となった携帯ラジオ受信機（乾電池や手回し発電で駆動する小型タイプ）をリスナーより集め、IBC・TBC・RFCのスタッフと共に被災地へラジオ受信機を届ける活動を展開した。